# Индиан-Арм
И́ндиан-Арм (англ. Indian Arm) — узкий ледниковый фьорд рядом с городом Ванкувером на юго-западе Британской Колумбии.
Он сформировался в последний ледниковый период и простирается на север в гористые пустоши от бухты Беррард между муниципалитетами Белкарра (с востока) и округ Норт-Ванкувер (с запада). Бухта Беррард и проход в Индиан-Арм были нанесены на карту капитаном Джорджем Ванкувером в июне 1792 г. и полностью исследованы несколько дней спустя Дионисио Алькалой Гальяно.

## География
Индиан-Арм — морской фьорд протяжённостью около 20 км на север от бухты Беррард. Через него нет переправ, а подъездные дороги проложены лишь до населённых пунктов в южной части залива. Крутые горные склоны настолько непроходимы, что большинство из них не освоено человеком, несмотря на близость к крупному городу. До реки Индиан, у устья которой в северной части залива находится пристань, можно добраться на лодке из района Ванкувера или по лесовозной дороге из Скуомиша.